# Gąsiorowo Olsztyneckie
Gąsiorowo Olsztyneckie (niem. Ganshorn (bei Hohenstein)) – osada w Polsce położona w województwie warmińsko-mazurskim, w powiecie olsztyńskim, w gminie Olsztynek. W latach 1975–1998 miejscowość administracyjnie należała do województwa olsztyńskiego.
Wieś położona na wzgórzu koło Jeziora Gąsiorowskiego, z pałacem i przypałacowym parkiem. We wsi znajdowała się Stacja Hodowli Roślin. Obecnie mieszka tu 128 osób.

## Historia
W czasach krzyżackich wieś pojawia się w dokumentach w roku 1321, podlegała pod komturię w Dąbrównie, były to dobra rycerskie o powierzchni 40 włók.
W 1331 r. była to posiadłość ziemska, przekazana Nikolausowi Ganshorn na prawie rycerskim (od jego nazwiska wzięła się nazwa wsi). Obszar wsi wynosił 40 łanów. W 1386 r. było to 11 domów. W późniejszych latach majątek ziemski przeszedł na własność rodu Finck von Finckenstein. W XIX w. należał do rodziny Rogalla. W XX w. (do 1945 r.) by własnością rodziny Schilke i obejmował prawie 640 ha. W tym czasie w majątku była gorzelnia.

## Zabytki
Do wojewódzkiego rejestru zabytków wpisane są obiekty:
- Pałac wybudowany w latach 1810–1820 w stylu klasycystycznym na fundamentach budowli z XVI w.[6], na wysokim brzegu jeziora, piętrowy, elewacja ogrodowa z widokiem na jezioro. Park przy pałacu o charakterze krajobrazowym, projektowany przez Johanna Larasa (w drugiej połowie XIX w.). W czasach PRL-u w pałacu mieścił się tu ośrodek wypoczynkowy "Salve". W latach 90.XX w. pałac został wyremontowany, obecnie stanowi własność prywatną.
- dom nr 1a, drewn., XIX/XX.